# Alboreá
Se llama alboreá o alboreás a un palo o cante flamenco cuyo tema principal es la exaltación de la virginidad de la novia en las tradiciones nupciales de los gitanos españoles. Es muy probable que derivase de los antiguos cantes nupciales del folclore musical hispánico rural llamados alboradas. Recibiendo este nombre por ser entonados en honor a los novios al alba del día de la boda.
Es la alboreá un tipo de cante que en raras ocasiones se interpreta en recitales flamencos, pues está lleno de supersticiones. Generalmente se emplea durante las bodas gitanas, y el tema de la copla está relacionado con ellas. Para la mayoría de los cantaores gitanos, debe reservarse para el ambiente de las bodas y no debería cantarse fuera de esas ocasiones.
La letra suele contener 4 versos de 7 sílabas y un estribillo, aunque la métrica es variable. Su interpretación tradicional se hace al ritmo de una seguidilla, aunque más modernamente se hace también siguiendo la rítmica de las bulerías.

## Letras
Con mucha frecuencia, la letra hace referencia a la ceremonia en la que se prueba la virginidad de la novia mediante un pañuelo.

                  Este pañuelito blanco
                  que amanece sin señal,
                  antes que alboree el día
                  con flores se ha de coronar.

                  En un verde prado 
                  tendí mi pañuelo;
                  nacieron tres rosas
                  como tres luceros.